# Jakob Reeb

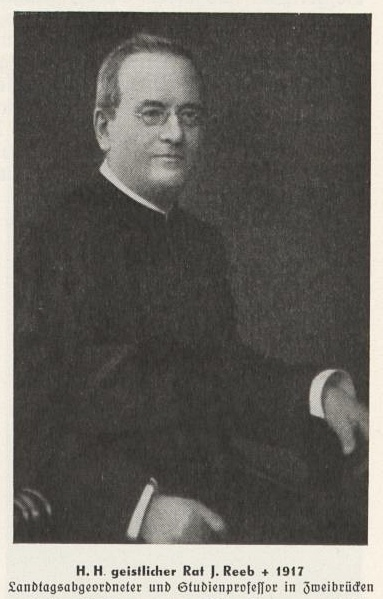
Jakob Reeb

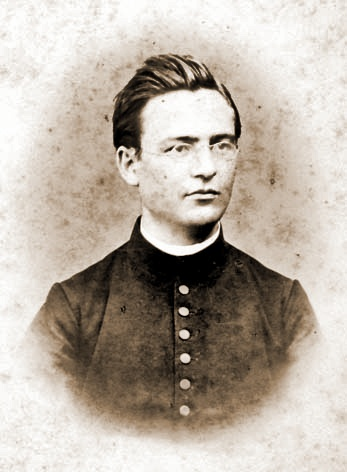
Jakob Reeb als Jungpriester um 1870

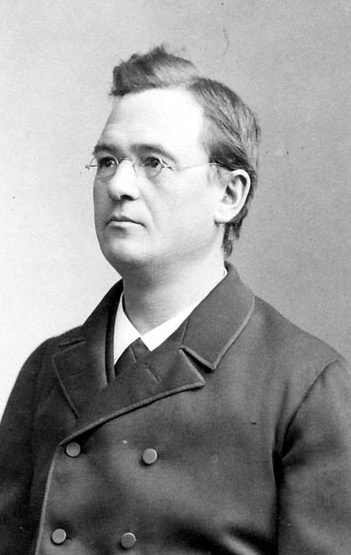
Jakob Reeb um 1880

Jakob Reeb (* 24. Mai 1842 in Schifferstadt; † 22. April 1917 in München) war katholischer Priester der Diözese Speyer und Abgeordneter des Bayerischen Landtags in München.

## Leben und Wirken
Jakob Reeb stammte aus Schifferstadt im bayerischen Rheinkreis; seine Eltern waren einfache Bauersleute. In seiner Heimatgemeinde besuchte er die Volksschule. Der Ortspfarrer Ernst Freiherr von Gagern entdeckte seine geistigen Qualitäten, förderte ihn und weckte in ihm die Berufung, Geistlicher zu werden. Im nahen Speyer besuchte Reeb das Bischöfliche Konvikt und das Gymnasium, sein Studium absolvierte er in München. Am 18. August 1867 erhielt er vom Speyerer Bischof Nikolaus von Weis die Priesterweihe. Zunächst Kaplan in Speyer und Landau (Pfalz), wurde Reeb zum 1. Oktober 1869 Religionslehrer am Humanistischen Gymnasium zu Zweibrücken. 1873 übernahm er auch die Seelsorge am dortigen Zuchthaus. Hier lernte er besonders die Not der jugendlichen Straftäter kennen, die mit erwachsenen Schwerkriminellen zusammengesperrt waren.
Bei der Reichstagswahl 1890 kandidierte er im Reichstagswahlkreis Pfalz (Bayern) 4 erfolglos. Von 1899 bis 1911 hatte der Priester ein Mandat als Zentrums-Abgeordneter im Bayerischen Landtag, gewählt für den Wahlkreis St. Ingbert. Im Parlament setzte er sich nachhaltig für die Trennung von jugendlichen und erwachsenen Strafgefangenen ein. Er befürwortete die Resozialisierung der Jugendlichen und brachte 1902, zusammen mit dem Ministerialreferenten Dr. Ferdinand Englert, in Bayern das sogenannte „Zwangserziehungsgesetz“ auf den Weg, das erstmals für die Jugendlichen weniger auf eine Bestrafung als vielmehr auf eine Erziehung abhob; damals eine revolutionäre Innovation. Reeb wurde Landtagsreferent für das Zwangserziehungsgesetz und gründete 1905 auch den Katholischen Jugendfürsorge-Verein der Pfalz, dessen Vorsitzender er bis zu seinem Tode blieb. Zusammen mit dem späteren Domkapitular Franz Joseph Gebhardt, der – wie Reeb – lange Jahre Strafgefangene pastoriert hatte, lud er am 20. September 1905 zur Gründung dieses Vereins ein. Durch ihn sollte ein Fürsorgeheim zur Aufnahme gestrandeter Jugendlicher und eine Dachorganisation geschaffen werden, um entsprechende Jugendliche auch in aufnahmewillige Gastfamilien hinein zu vermitteln. Den Vorstand bildeten die Initiatoren Jakob Reeb, Franz Joseph Gebhardt und der Dichter-Priester Fritz Claus. Im Vereinsausschuss saßen namhafte Persönlichkeiten, wie Dompfarrer Franz Bettinger (der spätere Kardinal) und Landtagsabgeordneter Dr. Josef Siben aus Deidesheim. Über Jahrzehnte hinweg wirkten der Verein und das 1910 in Landau-Queichheim errichtete Fürsorgeheim St. Joseph, unter seinem langjährigen Direktor Prälat Nikolaus Moll, sehr segensreich. Aus dem pfälzer Verein entwickelte sich der heute  überregionale Verband der Katholischen Jugendfürsorge, das St. Josephsheim wurde zum Jugendwerk St. Joseph, Landau-Queichheim.
Nach seiner Pensionierung übersiedelte Jakob Reeb 1910 nach München, wo er nun auch erster Vorsitzender des bayerischen Landesausschusses für Jugendfürsorge war. Dort starb er 1917.  Die Jakob-Reeb-Schule in Landau (Pfalz) ist nach ihm benannt.
Neben seiner beruflichen und politischen Tätigkeit war Jakob Reeb auch geschichtlich stark interessiert und gehörte 1873 zu den Mitbegründern des Historischen Vereins Zweibrücken. Der Priester trug den Ehrentitel eines königlich bayerischen Geistlichen Rates.